# 青森県立野辺地高等学校
青森県立野辺地高等学校（あおもりけんりつ のへじこうとうがっこう, Aomori Prefectural Noheji High School）は、青森県上北郡野辺地町字松ノ木にある県立の高等学校。通称「野高」（のこう）。

## 概要
歴史
1926年（大正15年）創立の青森県立野辺地中学校（旧制中学校）を前身とする。1948年（昭和23年）の学制改革により野辺地高等女学校と統合され新制高等学校となった。2010年（平成22年）に創立85周年を迎えた。
設置課程・学科
全日制課程 普通科
綱領
「質実剛健・自活協同・能率増進」

## 沿革
旧制中学校（男子校）時代
- 1926年（大正15年）
  - 2月2日 - 青森県立野辺地中学校の設置・開校が認可される。
  - 5月5日 - 「青森県立野辺地中学校」が開校。
    - 入学資格を尋常小学校を卒業した12歳以上の男子、修業年限を5年（現在の中1から高2）とする。
- 1930年（昭和5年）10月30日 - 校旗・校歌を制定。
- 1933年（昭和8年）4月17日 - 校友会（生徒会）に農事経営研究科を設置。
- 1936年（昭和11年）9月15日 - 体育館が完成。
- 1943年（昭和18年）4月1日 - 中等学校令の施行により、この時の入学生から修業年限が4年となる。
- 1944年（昭和19年）- 勤労動員が開始。
- 1945年（昭和20年）
  - 3月 - 教育ニ関スル戦時非常措置方策により、修業年限4年の施行が早まり、4年生と5年生の合同卒業式を挙行。
    - 本来、中等学校令の施行された1943年（昭和18年）に入学した生徒が4年を修了する1947年（昭和22年）3月に修業年限4年の施行が行われる予定であったが、戦況の悪化により中等教育令の施行される前の1946年（昭和16年）と1947年（昭和17年）に入学した生徒にも適用されることとなった。この時には1940年（昭和15年）入学の5年生と1941年（昭和16年）入学の4年生の合同卒業式が行われた。

  - 4月 - 学校での授業が停止される。ただし勤労動員は継続される。
  - 8月 - 終戦。
  - 9月 - 授業を再開。
- 1946年（昭和21年）4月1日 - 修業年限が5年となる（ただし4年修了時点で卒業することもできた）。
- 1947年（昭和22年）4月1日 - 学制改革（六・三制の実施）が行われる。
  - 旧制中学校の募集を停止。
  - 新制中学校を併設し（以下・併設中学校）、旧制中学校1・2年修了者を新制中学校2・3年生として収容。
  - 併設中学校は経過措置としてあくまで暫定的に設置されたため、新たに生徒募集は行われず、在校生が2・3年生のみの中学校であった。
  - 旧制中学校3・4年修了者はそのまま在籍し、4・5年生となった（4年修了時点で卒業することもできた）。
- 1948年（昭和23年）3月27日 - 通信教育部を設置。

高等女学校時代
- 1929年（昭和4年）
  - 4月8日 - 野辺地女子補習学校が廃止され、「青森県野辺地町立実科高等女学校」が開校。
  - 4月15日 - 校舎新築落成・開校式典を挙行。
- 1931年（昭和6年）4月1日 - 修業年限2年の補習科を設置。
- 1943年（昭和18年）3月31日 - （町立）「青森県野辺地高等女学校」と改称。
- 1944年（昭和19年）- 勤労動員が開始。
- 1945年（昭和20年）
  - 4月1日 - 学校での授業が停止される。
  - 8月 - 終戦。
  - 9月 - 授業を再開。
- 1946年（昭和21年）4月1日 - 修業年限を5年とする（ただし4年修了時点で卒業することもできた）。
- 1947年（昭和22年）4月1日 - 学制改革（六・三制の実施）が行われる。
  - 高等女学校の募集を停止。
  - 新制中学校を併設し（名称:青森県野辺地高等女学校併設中学校 、以下・併設中学校）、高等女学校1・2年修了者を新制中学校2・3年生として収容。
  - 併設中学校は経過措置としてあくまで暫定的に設置されたため、新たに生徒募集は行われず、在校生が2・3年生のみの中学校であった。
  - 高等女学校3・4年修了者はそのまま在籍し、4・5年生となった（4年修了時点で卒業することもできた）。
- 1948年（昭和23年）3月31日 - 閉校式を挙行。

新制高等学校
- 1948年（昭和23年）
  - 4月1日 - 学制改革（六・三・三制の実施）が行われる。
    - 青森県立野辺地中学校（男子校）と青森県野辺地高等女学校が統合され、新制高等学校「青森県立野辺地高等学校」（男女共学）が発足。
      - 通常制普通課程と通信教育部を設置。
      - 旧制中学校卒業者および高等女学校卒業者（それぞれ5年修了者）を新制高校3年生として収容。
      - 旧制中学校および高等女学校4年修了者を新制高校2年生として収容。
      - 旧制中学校および併設中学校卒業者（それぞれ3年修了者）を新制高校1年生として収容。
      - 併設中学校も統合され（名称:青森県立野辺地高等学校併設中学校）、在校生が1946年（昭和21年）に旧制中学校・高等女学校に入学した3年生のみとなる。

  - 4月15日 - 開校。
  - 5月1日 - 定時制普通課程（夜間・修業年限4年）を設置。
  - 6月27日 - 上北郡横浜村に横浜分校（定時制）を設置。
- 1949年（昭和24年）
  - 3月31日 - 併設中学校を廃止。
  - 早春 - 校歌を制定。
- 1951年（昭和26年）4月1日 - 横浜分校の専用校舎が完成。
- 1955年（昭和30年）10月1日 - 横浜分校が元・横浜営林署庁舎跡に移転。
- 1961年（昭和36年）10月31日 - 学校教育法の一部改正により、通信教育部を通信制課程に改称。
- 1963年（昭和38年）
  - 3月18日 - 現在地に新校舎が完成。
  - 4月1日 - NHK学園高等学校の協力校となる。
- 1968年（昭和43年）5月16日 - 十勝沖地震により校舎に被害を受ける。
- 1969年（昭和44年）
  - 11月 - 校門が完成。地震で被害を受けていた校舎の復旧工事が完了。
  - 12月 - 横浜分校の新校舎が完成。
- 1970年（昭和45年）4月1日 - 横浜分校の設置者が横浜町から青森県に変更（移管）され、県立の分校となる。
- 1971年（昭和46年）3月20日 - 運動場を整備。
- 1972年（昭和47年）4月23日 - 青森中央文化専門学校、八戸文化専門学校と家庭科目の技能連携を開始。八戸技芸専門学校集団校となる。
- 1974年（昭和49年）4月10日 - 第一体育館が完成。
- 1975年（昭和50年）
  - 6月20日 - プールが完成。
  - 10月3日 - 創立50周年記念式典を挙行。
- 1977年（昭和52年）9月20日 - 野高会館が完成。
- 1980年（昭和55年）
  - 4月1日 - 横浜分校が全日制課程に転換。定時制課程の募集を停止。
  - 12月26日 - 第二体育館が完成。

- 1981年（昭和56年）3月31日 - 本校の定時制課程を廃止。
- 1983年（昭和58年）3月31日 - 横浜分校の定時制課程を廃止。
- 1985年（昭和60年）9月6日 - 格技道場が完成し、「清心館」と命名。
- 1987年（昭和62年）11月7日 - 野球場が完成。
- 1995年（平成7年）9月20日 - トレーニングハウスが完成。
- 2000年（平成12年）4月1日 - 普通科にスポーツ科学コースを新設。
- 2002年（平成14年）
  - 3月31日 - 通信制課程を廃止。
  - 4月1日 - 2学期制を開始。
- 2007年（平成19年）3月31日 - 横浜分校を廃止。
- 2010年（平成22年）4月1日 - 3学期制に戻る。

## 部活動
運動部
- 硬式野球部
- 陸上競技部
- 空手道部
- 剣道部
- 卓球部
- サッカー部
- スキー部 - 2010年（平成22年）全国高等学校総合体育大会冬季スキー競技 男子リレー 優勝。
- ハンドボール部
- テニス部
- バドミントン部
- バレーボール部 - 2010年（平成22年）青森県高等学校総合体育大会 男子ハンドボール 優勝
- バスケットボール部

文化部
- 吹奏楽部
- 書道部
- 写真部
- 商業部
- 演劇部
- ボランティア部

同好会
- 合唱
- 家庭クラブ

## 著名な出身者
- 北村正哉 - 政治家・青森県知事（旧制野辺地中学）
- 野田頭美穂 - 陸上競技選手
- 吹越満 - 俳優
- 川島雄三 - 映画監督
- 仲野博子 - 元衆議院議員

## 交通アクセス
最寄りの鉄道駅
- JR東日本東北本線「野辺地駅」